# 圣日耳曼德布瓦 (涅夫勒省)
圣日耳曼德布瓦（法語：Saint-Germain-des-Bois，法語發音：[sɛ̃ ʒɛʁmɛ̃ de bwa]）是法国涅夫勒省的一个市镇，属于克拉姆西区。

## 地理
圣日耳曼德布瓦（47°22'39"N, 3°30'42"E）面积12.43 平方千米，位于法国勃艮第-弗朗什-孔泰大區涅夫勒省，该省份为法国中部省份，北至约讷省，西北接卢瓦雷省，西接谢尔省，南至阿列省，东南接索恩-卢瓦尔省，东临科多尔省。
与圣日耳曼德布瓦接壤的市镇（或旧市镇、城区）包括：瓦涅、坎西莱瓦尔济、阿马济、伯夫龙、塔隆、塔奈、格勒努瓦。

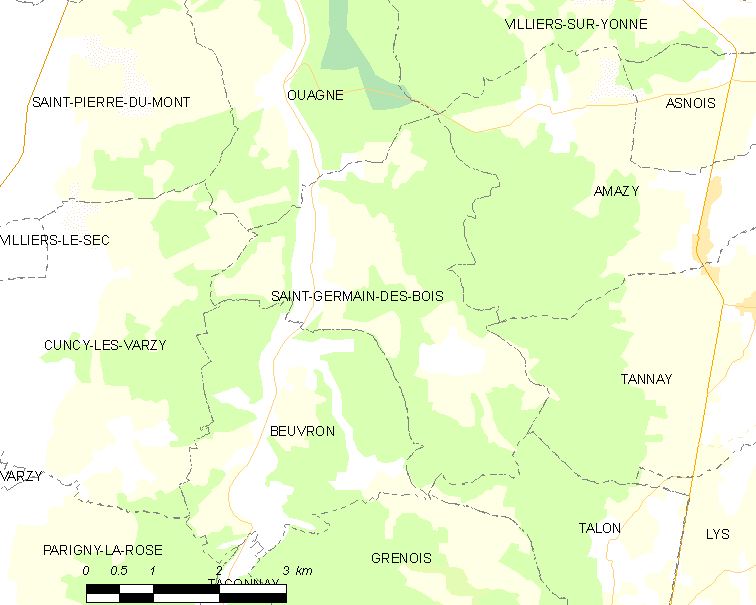
的OSM定位图

圣日耳曼德布瓦的时区为UTC+01:00、UTC+02:00（夏令时）。

## 行政
圣日耳曼德布瓦的邮政编码为58210，INSEE市镇编码为58242。

## 政治
圣日耳曼德布瓦所属的省级选区为克拉姆西县。

## 人口

1962-2008年间人口变化图示

圣日耳曼德布瓦于2022年1月1日时的人口数量为117人。